# Gramola
Gramola est un label discographique autrichien de musique classique, basé à Vienne. Fondé en 1924, le label publie une trentaine de nouveautés chaque année.
L'entreprise est le plus ancien magasin de disques d'Autriche et fonctionne comme une entreprise familiale depuis la quatrième génération.

## Histoire

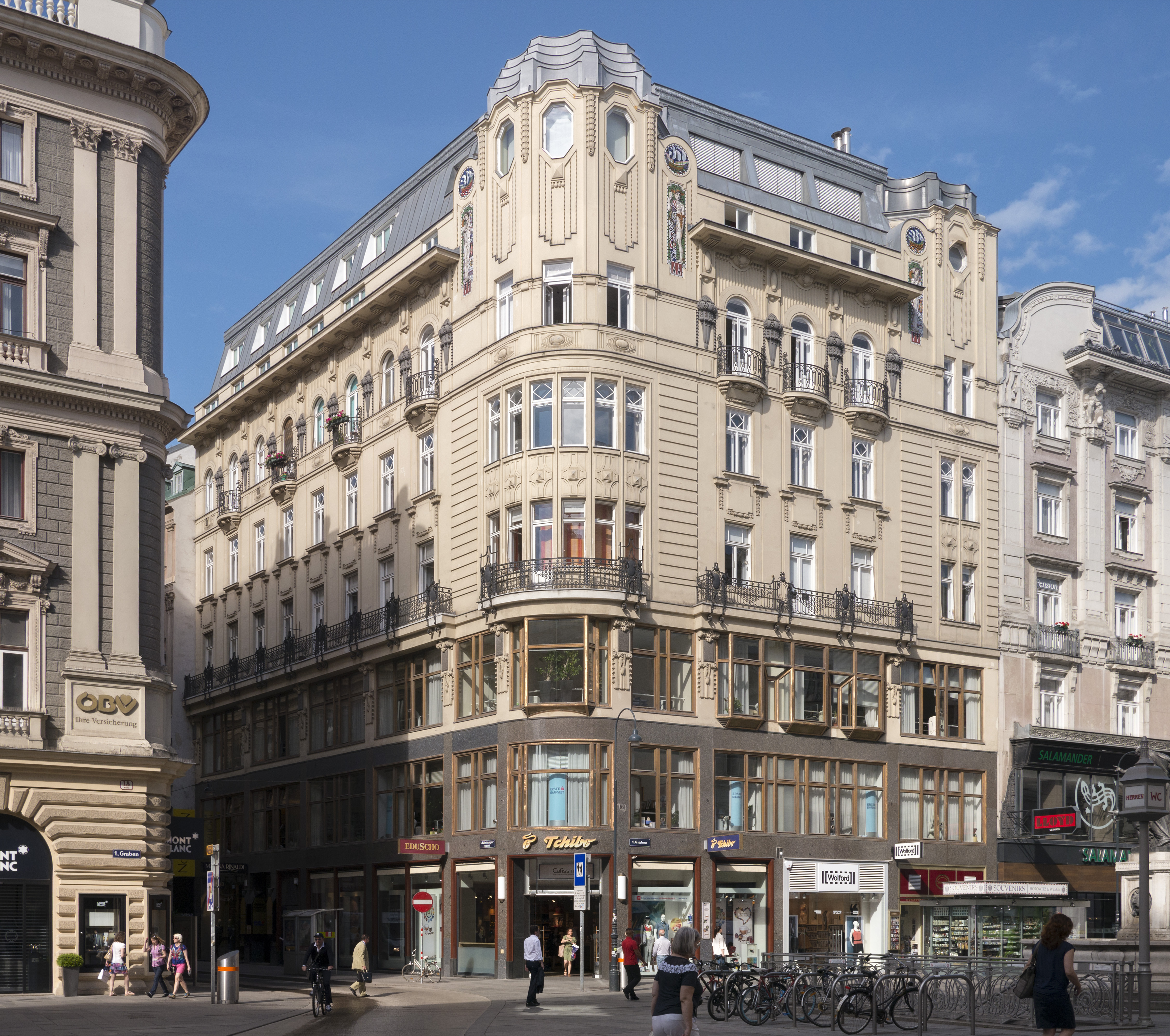
Le magasin de disques ainsi que le magasin original de Gramola sur Graben au cœur de Vienne, situé en bas à droite avec la façade rouge foncé.

Gramola se consacre à la musique classique et, à l'origine, à des compositeurs autrichiens et étrangers vivant en Autriche tels que Joseph Haydn, Wolfgang Amadeus Mozart, Ludwig van Beethoven et Franz Schubert.
Gramola publie jusqu'à 70 nouveaux albums par an, principalement d'artistes autrichiens. Gramola collabore actuellement avec exil.arte, une organisation qui se consacre à la réception, à la recherche et à la préservation des œuvres de compositeurs et de musicologues autrichiens qui ont été ostracisés, exilés ou assassinés à l'époque du national-socialisme
En 2024, la chaîne publique autrichienne ORF a rendu compte du 100e anniversaire de l'entreprise, qui s'est depuis fait un nom international et possède des enregistrements.

## Liste des artistes de Gramola
- Paul Badura-Skoda
- Rémy Ballot
- Ammiel Bushakevitz
- Rafael Catalá
- Jörg Demus
- Günther Groissböck
- Glenn Gould
- Friedrich Gulda
- Rico Gulda
- Pavel Haas
- Anastasia Huppmann
- Herbert von Karajan
- Michael Korstick
- Martin Scherber
- Wilhelm Sterk